# 嘉禄二年四月九日書写本古今和歌集
嘉禄二年四月九日書写本古今和歌集（かろくにねんしがつここのかしょしゃぼんこきんわかしゅう）とは、藤原定家が書写した古今和歌集の一本。藤原為家から冷泉為相に相伝され、以後冷泉家に襲蔵される。嘉禄二年四月九日書写本、嘉禄二年四月本、また単に嘉禄本などとも。国宝。冷泉家時雨亭文庫蔵。以下、本文では嘉禄二年四月本と表記する。

## 概要
藤原定家は、確認出来るだけでも古今集を17回書写しているが、自筆本が現存するのは伊達家旧蔵無年号本古今和歌集とこの嘉禄二年四月本のみである。
定家の識語に「嘉禄二年四月九日」の年記があることからこの名がある。なお、単に嘉禄本と呼ばれることも多いが、「嘉禄二年三月十五日」の年記を持つ書写本が存在するので、嘉禄二年四月本と略した方が紛れない。
綴葉装、1冊、縦22.9cm、横14.6cm。表紙は雲母引き斐紙に金銀泥で洲浜草花を描いた金銀砂子、散雲霞引。前表紙左上方に外題「古今和謌集上下」（後代の筆跡）。料紙は楮斐混漉。一部、梅花と見える小紋を白抜きにして丁の一部に刷りなした料紙と波形を型押した料紙が交じる。9括79枚157丁で1丁切り取られた跡がある（後述）。裏表紙裏側に、冷泉為広の花押がある小片「古今紙数百伍拾漆枚　表紙付マデ此内白紙捌枚」が附される。
外側の各1丁は表紙裏だが共に剥離。第1丁はその剥離した表紙裏。第2丁は遊紙。第3丁裏から第74丁が仮名序から巻十。第75、76丁の2枚の遊紙をはさみ、第77丁裏から第152丁表が巻十一から墨滅歌。真名序はない。第153丁裏に定家の識語があり、第154丁が切り取られた痕をのこし、第155丁表に為家識語、2枚の遊紙をおいて、第158丁は剥離した裏表紙裏。
切り取られた第154丁は、定家の識語の直後であり、また「此本付属大夫為相」すなわち為相に相伝するという為家の識語の直前であることから、定家による誰々に相伝するという文言があり、それを切り取って為家が為相に相伝する旨の識語を記したと推定される。
遊紙である第2、75、76、156、157丁に、剥離した2枚の表紙裏（第1、158丁）を合せて白紙は8枚。これで、前述の「白紙捌枚」に一致することから、為広の時代には表紙裏は表裏ともに剥離していたことが分かる。
外題が「古今和謌集上下」であることと、加えて巻十と巻十一の間に2枚の遊紙（第75、76丁）を挟むことから、もともと2冊であったものを1冊にまとめたものであることがわかる。
誤写が多く、定家自身がかなりの訂正を加えている。最も目立つのが第49丁表にある貼紙で誤脱を補った箇所。また歌を脱し順序が入れ違ったものを線を引いてあるべき位置を示したり、行間に細字で脱落を補ったり、擦消による訂正も多い。ただし、訂正は誤写のみではなく、定家の古今研究の深化に伴って後日なされたものもある。それはつまり、（具体的な期間は不明だが）定家が手元においていた本であることを意味する。なお、最流布本である貞応二年七月本に比べ、勘物が充実しており、本文も少し異同がある。
仮名序には、為家があさか山の歌を加筆している。この経緯については伊達本の京極為兼の識語に詳しい。すなわち、文永9年（1272年）、為兼は祖父藤原為家からこの本を用いて古今伝授を受けたが、その際この場所にはあさか山の歌があるべきだと考え、古本である後高倉院本（不詳）を参照した。その本には、為兼の言うようにこの歌が存在したので、感銘を受けた為家は「嘉禄二年四月本」にあさか山の歌を書き加えたという。
冷泉家歴代の古今伝授に用いられたらしく、朱の汚れが多く見られ、付箋を貼った痕もある。
なお、古今集の伝本の多くは貞永二年七月本系統か嘉禄二年四月本系統であるが、真名序を有し「あさか山の歌」を欠くのが前者、真名序を欠き「あさか山の歌」を有するのが後者という見分け方がある。